# 何塞·路易斯·布斯塔曼特-里韦罗
何塞·路易斯·布斯塔曼特-里韦罗（José Luis Bustamante y Rivero，1894年1月15日—1989年1月11日），秘魯政治人物，出生於阿雷基帕，1945年至1948年間擔任秘魯總統。

## 内阁阁僚
布斯塔曼特任内共历五任总理，六届内阁，以下列出历届内阁阁僚。